# Amtsbeschwerde
Unter einer Amtsbeschwerde ist im österreichischen Rechtssystem die besondere Form einer Bescheidbeschwerde zu verstehen. In bestimmten Fällen wird bestimmten Organen vom Bundes-Verfassungsgesetz oder dem dazu ermächtigten Gesetzgeber eine Berechtigung dazu eingeräumt. Dies geschieht zu dem Zweck, die objektive Rechtmäßigkeit der Verwaltung zu wahren und nicht zum Schutz subjektiver Rechte.
Meist handelt es sich um Rechtsbehilfe im Verwaltungsverfahren.